# Lijst van interlands Belgisch voetbalelftal 2000-2009
Deze pagina toont een chronologisch en gedetailleerd overzicht van de interlands die het Belgisch voetbalelftal speelde in de periode 2000 – 2009

## Interlands

### 2000
|                                                                                          |             |       |              | |
| 23 februari 2000                                                                         | België      | 1 - 1 | Portugal     | Opstelling België: |
| Vriendschappelijk Stade du Pays de Charleroi, Charleroi Scheidsrechter: Knud Erik Fisker | Strupar 56' |       | 81' Sá Pinto | De Wilde; Genaux, Valgaeren, Staelens , Léonard 58'; Verheyen (78' M. Mpenza), Vanderhaeghe, Wilmots, Goor (68' Boffin); Strupar 55' (81' Brogno), De Bilde 3' (46' Goossens) Bondscoach: Robert Waseige Debuut: Joos Valgaeren (Roda JC) |

|                                                                                    |                            |       |                   | |
| 29 maart 2000                                                                      | België                     | 2 - 2 | Nederland         | Opstelling België: |
| Vriendschappelijk Koning Boudewijnstadion, Brussel Scheidsrechter: Stefano Braschi | Verheyen 13' É. Mpenza 25' |       | 32', 81' Kluivert | De Wilde; Deflandre 44', Crasson 59', Staelens , Léonard; Verheyen (87' M. Mpenza), Vanderhaeghe, Wilmots (85' Goossens), Goor; Strupar (62' De Bilde), É. Mpenza Bondscoach: Robert Waseige |

|                                                                      |           |       |                   | |
| 26 april 2000                                                        | Noorwegen | 0 - 2 | België            | Opstelling België: |
| Vriendschappelijk Ullevaalstadion, Oslo Scheidsrechter: Mike McCurry |           |       | 55', 90' Verheyen | Gaspercic (32' De Vlieger); Genaux (46' Deflandre), Valgaeren, Staelens , Léonard (46' Hendrikx); Verheyen, Clement, Walem (46' Vanderhaeghe), Goor; Brogno (64' De Bilde), Nilis Bondscoach: Robert Waseige |

|                                                                   |                                    |       |                                 | |
| 2 juni 2000                                                       | Denemarken                         | 2 - 2 | België                          | Opstelling België: |
| Vriendschappelijk Parken, Kopenhagen Scheidsrechter: Hellmut Krug | Tomasson 33' Schmeichel 61' (pen.) |       | 51' (pen.) Staelens 73' Wilmots | De Wilde (28' De Vlieger); Deflandre (46' Van Kerckhoven), Staelens , Valgaeren, Léonard (46' Hendrikx 73'); Verheyen (85' J. Peeters), Vanderhaeghe, Wilmots, Goor; É. Mpenza (85' De Bilde), Strupar 59' (62' Nilis), Bondscoach: Robert Waseige |

|                                                                      |                        |       |             | |
| 10 juni 2000                                                         | België                 | 2 - 1 | Zweden      | Opstelling België: |
| EK 2000 Koning Boudewijnstadion, Brussel Scheidsrechter: Markus Merk | Goor 43' É. Mpenza 46' |       | 52' Mjällby | De Wilde; Deflandre, Valgaeren, Staelens , Léonard (72' Van Kerckhoven 90'); G. Verheyen 88' (88' J. Peeters), Vanderhaeghe, Wilmots, Goor; Strupar (69' Nilis 76'), É. Mpenza Bondscoach: Robert Waseige |

|                                                                                   |        |       |                    | |
| 14 juni 2000                                                                      | België | 0 - 2 | Italië             | Opstelling België: |
| EK 2000 Koning Boudewijnstadion, Brussel Scheidsrechter: José María García-Aranda |        |       | 6' Totti 66' Tiore | De Wilde; Deflandre, Staelens , Valgaeren, Van Kerckhoven (44' Hendrikx); Verheyen (66' M. Mpenza), Vanderhaeghe, Wilmots, Goor; Strupar (57' Nilis), É. Mpenza Bondscoach: Robert Waseige |

|                                                                        |        |       |                  | |
| 19 juni 2000                                                           | België | 0 - 2 | Turkije          | Opstelling België: |
| EK 2000 Koning Boudewijnstadion, Brussel Scheidsrechter: Günther Benkö |        |       | 45+2', 70' Şükür | De Wilde 84'; Deflandre, Staelens , Valgaeren, Van Kerckhoven; , G. Verheyen (63' Strupar), Vanderhaeghe 42', Wilmots, Goor (59' Hendrikx); Nilis (77' De Bilde), É. Mpenza 62' Bondscoach: Robert Waseige |

|                                                                                |           |       |                                 | |
| 16 augustus 2000                                                               | Bulgarije | 1 - 3 | België                          | Opstelling België: |
| Vriendschappelijk Georgi Asparuhovstadion, Sofia Scheidsrechter: Kyros Vasaras | Iliev 65' |       | 16', 60' Verheyen 29' É. Mpenza | De Vlieger; Deflandre (46' J. Peeters), Van Meir, Valgaeren, Van Kerckhoven; Verheyen, Vanderhaeghe (61' Baseggio), Wilmots (61' Walem), Goor (61' Hendrikx); De Bilde (46' B. Peeters), É. Mpenza (73' M. Mpenza) Bondscoach: Robert Waseige |

|                                                                                   |        |       |         | |
| 2 september 2000                                                                  | België | 0 - 0 | Kroatië | Opstelling België: |
| WK-kwalificatie Koning Boudewijnstadion, Brussel Scheidsrechter: Nikolai Levnikov |        |       |         | De Vlieger; Deflandre, Valgaeren, Van Meir, Van Kerckhoven; Verheyen, Vanderhaeghe 87', Wilmots , Goor (88' Hendrikx); É. Mpenza (74' M. Mpenza), Strupar (60' B. Peeters), Bondscoach: Robert Waseige |

|                                                                   |         |       |                                                   | |
| 7 oktober 2000                                                    | Letland | 0 - 4 | België                                            | Opstelling België: |
| WK-kwalificatie Skontostadion, Riga Scheidsrechter: Leslie Irvine |         |       | 5' Wilmots 13' B. Peeters 82' Cavens 90' Verheyen | De Vlieger; Deflandre, Van Meir, Valgaeren, Van Kerckhoven; Verheyen, Vanderhaeghe, Walem (85' Boffin), Goor; Wilmots (88' Goossens), B. Peeters (79' Cavens) Bondscoach: Robert Waseige |

### 2001
|                                                                              | |        |            | |
| 28 februari 2001                                                             | België                                                                                              | 10 - 1 | San Marino | Opstelling België: |
| WK-kwalificatie Koning Boudewijnstadion, Brussel Scheidsrechter: Sten Kaldma | Vanderhaeghe 10', 50' É. Mpenza 12' Goor 26', 60' Baseggio 65' Wilmots 72' B. Peeters 76', 84', 89' |        | 90' Selva  | De Vlieger; Deflandre (64' Crasson), Van Meir, Van Buyten, Dheedene; Englebert (59' B. Peeters), Vanderhaeghe, Baseggio (73' Vermant), Goor; Wilmots , É. Mpenza Bondscoach: Robert Waseige Debuut: Daniel Van Buyten (Standard Luik), Didier Dheedene (RSC Anderlecht), Gaëtan Englebert (Club Brugge) |

|                                                                          |                      |       |                            | |
| 24 maart 2001                                                            | Schotland            | 2 - 2 | België                     | Opstelling België: |
| WK-kwalificatie Hampden Park, Glasgow Scheidsrechter: Kim Milton Nielsen | Dodds 1', 28' (pen.) |       | 58' Wilmots 90' Van Buyten | De Vlieger; Deflandre 27', De Boeck, Valgaeren (56' Van Buyten), Dheedene; Hendrikx (46' B. Peeters 78'), Vanderhaeghe 35', Baseggio (79' Vermant), Goor; Wilmots , É. Mpenza 90' Bondscoach: Robert Waseige |

|                                                                         |           |       |               | |
| 25 april 2001                                                           | Tsjechië  | 1 - 1 | België        | Opstelling België: |
| Vriendschappelijk Letenský stadion, Praag Scheidsrechter: Darko Čeferin | Baroš 82' |       | 10' É. Mpenza | De Vlieger (46'Gaspercic); Crasson (46' Clement), Van Meir (46' Hendrikx), Valgaeren, Van der Heyden 61'; Wilmots (86' J. Peeters), Simons, Walem (81' Vermant), Goor (73' Boffin); É. Mpenza (57' Baseggio), B. Peeters Bondscoach: Robert Waseige Debuut: Peter Van der Heyden (Club Brugge), Timmy Simons (Club Brugge) |

|                                                                                |                               |       |            | |
| 2 juni 2001                                                                    | België                        | 3 - 1 | Letland    | Opstelling België: |
| WK-kwalificatie Koning Boudewijnstadion, Brussel Scheidsrechter: Igor Dobrinov | Wilmots 1', 50' É. Mpenza 11' |       | 52' Pahars | De Vlieger; Crasson 65', Van Meir, Valgaeren 38', Van der Heyden; Verheyen, Simons, Walem 57', Goor (68' Boffin); Wilmots (83' Vermant), É. Mpenza (76' Sonck) Bondscoach: Robert Waseige Debuut: Wesley Sonck (KRC Genk) |

|                                                                           |            |       |                                               | |
| 6 juni 2001                                                               | San Marino | 1 - 4 | België                                        | Opstelling België: |
| WK-kwalificatie Olympisch Stadion, Serravelle Scheidsrechter: Haim Yaacov | Selva 12'  |       | 9', 89' (pen.) Wilmots 64' Verheyen 72' Sonck | De Vlieger; Deflandre, Van Meir, Valgaeren, Van Kerckhoven (79' Boffin); Verheyen, Vanderhaeghe, Walem, Goor (76' Vermant); Wilmots , B. Peeters (52' Sonck) Bondscoach: Robert Waseige |

|                                                                            |                                                        |       |          | |
| 15 augustus 2001                                                           | Finland                                                | 4 - 1 | België   | Opstelling België: |
| Vriendschappelijk Finnairstadion, Helsinki Scheidsrechter: Hartmut Strampe | Forssell 2' Kolkka 14' Litmanen 30' (pen.) Tihinen 79' |       | 37' Goor | De Vlieger; Crasson (66' Deflandre), Van Meir, Van Kerckhoven 30', Dheedene (46' De Boeck); Verheyen, Vanderhaeghe (42' Simons), Walem, Goor (60' Boffin); Wilmots 57' (77' B. Peeters), É. Mpenza (73' Sonck) Bondscoach: Robert Waseige |

|                                                                                                 |                             |       |           | |
| 5 september 2001                                                                                | België                      | 2 - 0 | Schotland | Opstelling België: |
| WK-kwalificatie Koning Boudewijnstadion, Brussel Scheidsrechter: Manuel Enrique Mejuto González | Van Kerckhoven 27' Goor 90' |       |           | De Vlieger; Deflandre, De Boeck, Van Meir 12', Van Kerckhoven; Verheyen, Vanderhaeghe, Walem 73' (81' Simons), Goor; Wilmots , Sonck (81' B. Peeters) Bondscoach: Robert Waseige |

|                                                                      |            |       |        | |
| 6 oktober 2001                                                       | Kroatië    | 1 - 0 | België | Opstelling België: |
| WK-kwalificatie Maksimirstadion, Zagreb Scheidsrechter: Hellmut Krug | Bokšić 76' |       |        | De Vlieger; Deflandre (84' B. Peeters), De Boeck, Van Meir, Van Kerckhoven; Verheyen, Vanderhaeghe, Baseggio 24', Goor (82' Hendrikx); Wilmots (67' Sonck), É. Mpenza Bondscoach: Robert Waseige |

|                                                                            |              |       |          | |
| 10 november 2001                                                           | België       | 1 - 0 | Tsjechië | Opstelling België: |
| WK-kwalificatie Koning Boudewijnstadion, Brussel Scheidsrechter: Urs Meier | Verheyen 28' |       |          | De Vlieger; Deflandre, Van Meir 43' (46' De Boeck), Clement, Van Kerckhoven; Vermant, Simons, Walem, Goor; Verheyen , Sonck 73' (79' Van Houdt) Bondscoach: Robert Waseige |

|                                                                      |          |       |                    | |
| 14 november 2001                                                     | Tsjechië | 0 - 1 | België             | Opstelling België: |
| WK-kwalificatie Letenský stadion, Praag Scheidsrechter: Anders Frisk |          |       | 85' (pen.) Wilmots | De Vlieger; Deflandre 13', Clement 4', De Boeck, Van Kerckhoven; Vermant (89' Vanderhaeghe), Simons, Walem (84' Boffin), Goor; Verheyen 78', Sonck (63' Wilmots) Bondscoach: Robert Waseige |

### 2002
|                                                                                 |            |       |           | |
| 13 februari 2002                                                                | België     | 1 - 0 | Noorwegen | Opstelling België: |
| Vriendschappelijk Koning Boudewijnstadion, Brussel Scheidsrechter: Paulo Paraty | Tanghe 84' |       |           | De Vlieger; Deflandre, Van Meir (46' Clement), Van Buyten, Van Kerckhoven (84' J. Peeters); Verheyen, Simons (46' Vanderhaeghe), Baseggio, Boffin (46' Goor); Wilmots (46' Tanghe), Sonck (78' Vermant) Bondscoach: Robert Waseige |

|                                                                                     |                                     |       |                    | |
| 27 maart 2002                                                                       | Griekenland                         | 3 - 2 | België             | Opstelling België: |
| Vriendschappelijk Kostas Davourlis Stadion, Patras Scheidsrechter: Kostas Kapitanis | Tsiartas 60' (pen.) Vryzas 80', 87' |       | 29' Goor 54' Sonck | De Vlieger (46' Herpoel); Deflandre (74' J. Peeters), Clement (46' Eric Van Meir), Van Buyten, Van Kerckhoven; M. Mpenza, Simons (46' Baseggio), Walem (46' Tanghe), Goor 66'; Verheyen (57' Boffin), Sonck Bondscoach: Robert Waseige |

|                                                                               |          |       |             | |
| 17 april 2002                                                                 | België   | 1 - 1 | Slowakije   | Opstelling België: |
| Vriendschappelijk Koning Boudewijnstadion, Brussel Scheidsrechter: Bruno Coué | Goor 55' |       | 83' Janočko | Herpoel; Deflandre, Clement, De Boeck, Van Kerckhoven; Verheyen (80' Vanderhaeghe), Simons 22', Wilmots (46' Vermant), Goor; Sonck, Strupar (46' M. Mpenza) Bondscoach: Robert Waseige |

|                                                                                 |        |       |          | |
| 14 mei 2002                                                                     | België | 0 - 0 | Algerije | Opstelling België: |
| Vriendschappelijk Koning Boudewijnstadion, Brussel Scheidsrechter: René Rogalla |        |       |          | De Vlieger; Deflandre (46' J. Peeters), De Boeck, Van Meir (46' Van Buyten), Van der Heyden 35'; M. Mpenza, Simons (46' Vanderhaeghe),Walem 20' (46' Englebert), Goor (59' Boffin); Wilmots (46' Vermant), Sonck (46' Strupar, 89' Thijs) Bondscoach: Robert Waseige Debuut: Bernd Thijs (KRC Genk) |

|                                                                                |                   |       |                            | |
| 18 mei 2002                                                                    | Frankrijk         | 1 - 2 | België                     | Opstelling België: |
| Vriendschappelijk Stade de France, Saint-Denis Scheidsrechter: Valentin Ivanov | Simons 40' (e.d.) |       | 20' De Boeck 90+1' Wilmots | De Vlieger; J. Peeters 14' (63' Deflandre), De Boeck, Van Buyten, Van Kerckhoven; M. Mpenza (46' Sonck), Simons (75' Vanderhaeghe), Walem (80' Englebert), Goor (46' Boffin); Wilmots , Verheyen Bondscoach: Robert Waseige |

|                                                                                 |          |       |            | |
| 26 mei 2002                                                                     | België   | 1 - 0 | Costa Rica | Opstelling België: |
| Vriendschappelijk KK Wing Stadium, Kumamoto Scheidsrechter: Matsuzaki Yasushiro | Goor 23' |       |            | De Vlieger; Deflandre (46' J. Peeters), De Boeck (43' Van Meir), Van Buyten (73' Vanderhaeghe 79'), Van Kerckhoven; Vermant (57' M. Mpenza), Simons, Walem (84' Boffin), Goor; Wilmots (89' Thijs), Verheyen (66' Strupar) Bondscoach: Robert Waseige |

|                                                                |                        |       |                                | |
| 4 juni 2002                                                    | Japan                  | 2 - 2 | België                         | Opstelling België: |
| WK 2002 Saitamastadion, Saitama Scheidsrechter: William Mattus | Suzuki 59' Inamoto 67' |       | 57' Wilmots 75' Van der Heyden | De Vlieger; J. Peeters, Van Meir 82', Van Buyten, Van der Heyden 21'; Vanderhaeghe, Simons 22', Walem (70' Sonck), Goor, Wilmots , Verheyen 62' (83' Strupar) Bondscoach: Robert Waseige |

|                                                       |               |       |             | |
| 10 juni 2002                                          | Tunesië       | 1 - 1 | België      | Opstelling België: |
| WK 2002 Ōitastadion, Oita Scheidsrechter: Mark Shield | Bouzaiene 17' |       | 13' Wilmots | De Vlieger; Deflandre, De Boeck, Van Buyten 40', Van der Heyden; Verheyen (46' Vermant), Simons (74' M. Mpenza), Vanderhaeghe, Goor; Wilmots , Strupar (46' Sonck) Bondscoach: Robert Waseige |

|                                                                     |                                |       |                               | |
| 14 juni 2002                                                        | België                         | 3 - 2 | Rusland                       | Opstelling België: |
| WK 2002 Shizuokastadion, Fukuroi Scheidsrechter: Kim Milton Nielsen | Walem 7' Sonck 78' Wilmots 82' |       | 52' Bestsjastnych 88' Sytsjov | De Vlieger; J. Peeters, De Boeck (90' Van Meir), Van Buyten, Van Kerckhoven; M. Mpenza (70' Sonck), Vanderhaeghe, Walem, Goor; Wilmots , Verheyen (78' Simons) Bondscoach: Robert Waseige |

|                                                                   |                         |       |        | |
| 17 juni 2002                                                      | Brazilië                | 2 - 0 | België | Opstelling België: |
| WK 2002 Kobe Wing Stadion, Kobe Scheidsrechter: Peter Prendergast | Rivaldo 67' Ronaldo 87' |       |        | De Vlieger; J. Peeters (72' Sonck), Simons, Van Buyten, Van Kerckhoven; M. Mpenza, Vanderhaeghe 44', Walem, Goor; Wilmots ,Verheyen Bondscoach: Robert Waseige |

|                                                                                     |           |       |             | |
| 21 augustus 2002                                                                    | Polen     | 1 - 1 | België      | Opstelling België: |
| Vriendschappelijk Florian Krygerstadion, Szczecin Scheidsrechter: Martin Ingvarsson | Sonck 41' |       | 4' Żurawski | De Vlieger (67' Herpoel); Vreven (67' J. Peeters), Simons (74' Van Houdt), Van Buyten (46' De Boeck), Dheedene (60' Van der Heyden); Englebert, Vanderhaeghe, Baseggio (81' Daerden), Goor (81' Blondel); Sonck, É. Mpenza (78' Valgaeren) Bondscoach: Aimé Anthuenis Debuut: Stijn Vreven (FC Utrecht), Koen Daerden (KRC Genk), Jonathan Blondel (Tottenham Hotspur FC) |

|                                                                              |        |       |                         | |
| 7 september 2002                                                             | België | 0 - 2 | Bulgarije               | Opstelling België: |
| EK-kwalificatie Koning Boudewijnstadion, Brussel Scheidsrechter: Terje Hauge |        |       | 16' Janković 63' Petrov | De Vlieger; Vreven 90', Simons, Van Buyten, Van der Heyden (62' B. Peeters); Englebert (52' M. Mpenza), Baseggio, Vanderhaeghe 12', Goor ; Sonck, É. Mpenza (69' Thijs) Bondscoach: Aimé Anthuenis |

| |         |       |           | |
| 12 oktober 2002                                                                                      | Andorra | 0 - 1 | België    | Opstelling België: |
| EK-kwalificatie Estadi Comunal d'Andorra la Vella, Andorra la Vella Scheidsrechter: Karen Nalbandjan |         |       | 61' Sonck | De Vlieger; De Cock, Simons, Valgaeren, Dheedene 90'; Van Houdt, Vanderhaeghe, Baseggio (82' Thijs), Goor ; Buffel, Sonck (90' Soetaers) Bondscoach: Aimé Anthuenis Debuut: Olivier De Cock (Club Brugge), Thomas Buffel (Feyenoord), Tom Soetaers (Roda JC) |

|                                                                     |         |       |          | |
| 16 oktober 2002                                                     | Estland | 0 - 1 | België   | Opstelling België: |
| EK-kwalificatie A. Le Coq Arena, Tallinn Scheidsrechter: Mike Riley |         |       | 2' Sonck | De Vlieger; De Cock, Simons, Valgaeren,Dheedene; Van Houdt, Vanderhaeghe, Baseggio, Goor ; Buffel (89' Van Hout), Sonck Bondscoach: Aimé Anthuenis Debuut: Joris Van Hout (Borussia Mönchengladbach) |

### 2003
|                                                                             |             |       |                            | |
| 12 februari 2003                                                            | Algerije    | 1 - 3 | België                     | Opstelling België: |
| Vriendschappelijk 19 mei 1956-stadion, Annaba Scheidsrechter: Jamel Baraket | Belmadi 90' |       | 2', 57' É. Mpenza 7' Sonck | De Vlieger (46' Herpoel); De Cock, Simons, Van Buyten (46' Thijs), Van der Heyden 21'; Englebert, Vanderhaeghe 34', Buffel (82' S. Martens), Goor (83' Soetaers); Sonck (55' M. Mpenza), É. Mpenza (80' Roussel Bondscoach: Aimé Anthuenis Debuut: Cédric Roussel (RAEC Mons) |

|                                                                        |                                     |       |        | |
| 29 maart 2003                                                          | Kroatië                             | 4 - 0 | België | Opstelling België: |
| EK-kwalificatie Maksimirstadion, Zagreb Scheidsrechter: Herbert Fandel | Srna 9' Pršo 53' Marić 68' Leko 76' |       |        | Vandendriessche; De Cock 20' (52' Deflandre 70'), Valgaeren (67' Van Damme), Van Buyten, Van der Heyden; Englebert (54' Baseggio), Simons, Buffel, Goor ; Sonck, É. Mpenza Bondscoach: Aimé Anthuenis Debuut: Francky Vandendriessche (RAEC Mons), Jelle Van Damme (AFC Ajax) |

|                                                                                     |                                   |       |               | |
| 30 april 2003                                                                       | België                            | 3 - 1 | Polen         | Opstelling België: |
| Vriendschappelijk Koning Boudewijnstadion, Brussel Scheidsrechter: Douglas McDonald | Sonck 28' Buffel 55' Soetaers 85' |       | 80' Krzynówek | De Vlieger; De Cock (82' Deflandre), Valgaeren (46' Van Buyten), Simons, Van der Heyden (87' Deschacht); M. Mpenza (74' S. Martens), Baseggio (87' Englebert), Mudingayi, Goor (82' Soetaers; Buffel, Sonck Bondscoach: Aimé Anthuenis Debuut: Olivier Deschacht (RSC Anderlecht), Gaby Mudingayi (AA Gent) |

|                                                                                         |                                 |       |                               | |
| 7 juni 2003                                                                             | Bulgarije                       | 2 - 2 | België                        | Opstelling België: |
| EK-kwalificatie Vasil Levski Nationaal Stadion, Sofia Scheidsrechter: Pierluigi Collina | Berbatov 52' Todorov 71' (pen.) |       | 31' (e.d.) Petrov 56' Clement | De Vlieger; Deflandre 43', Simons, Van Buyten, Dheedene; M. Mpenza, Clement, Baseggio, Goor ; Buffel, Sonck (73' É. Mpenza) Bondscoach: Aimé Anthuenis |

|                                                                          |                         |       |         | |
| 11 juni 2003                                                             | België                  | 3 - 0 | Andorra | Opstelling België: |
| EK-kwalificatie Jules Ottenstadion, Gent Scheidsrechter: Siarhei Shmolik | Goor 21', 69' Sonck 44' |       |         | De Vlieger; De Cock 35', Simons, Van Buyten, Dheedene (79' Van der Heyden); M. Mpenza, Clement, Baseggio, Goor ; Buffel (73' S. Martens), Sonck Bondscoach: Aimé Anthuenis |

|                                                                                   |           |       |            | |
| 20 augustus 2003                                                                  | België    | 1 - 1 | Nederland  | Opstelling België: |
| Vriendschappelijk Koning Boudewijnstadion, Brussel Scheidsrechter: Herbert Fandel | Sonck 39' |       | 54' Makaay | De Vlieger; Deflandre (62' Olivier De Cock 90+3'), Simons, Van Buyten (62' Valgaeren), Van Damme 48' (62' Van der Heyden); M. Mpenza (42' S. Martens), Clement, Baseggio (78' Deschacht), Goor ; Buffel (86' Walasiak), Sonck (78' Soetaers) Bondscoach: Aimé Anthuenis Debuut: Jonathan Walasiak (Standard Luik) |

|                                                                              |                |       |           | |
| 10 september 2003                                                            | België         | 2 - 1 | Kroatië   | Opstelling België: |
| EK-kwalificatie Koning Boudewijnstadion, Brussel Scheidsrechter: Graham Poll | Sonck 34', 42' |       | 37' Šimić | De Vlieger; Deflandre, Simons, Van Buyten, Van Damme; Walasiak, Clement, Baseggio, Goor ; Buffel (87' S. Martens 89'), Sonck (90+2' Soetaers) Bondscoach: Aimé Anthuenis |

|                                                                              |                               |       |         | |
| 11 oktober 2003                                                              | België                        | 2 - 0 | Estland | Opstelling België: |
| EK-kwalificatie Stade Maurice Dufrasne, Luik Scheidsrechter: Massimo Busacca | Piiroja 45' (e.d.) Buffel 60' |       |         | De Vlieger; Deflandre, Simons, Van Buyten, Van Damme (56' Deschacht); M. Mpenza, Clement, Baseggio, Goor ; Buffel (87' Roussel), Sonck (80' É. Mpenza) Bondscoach: Aimé Anthuenis |

### 2004
|                                                                                |        |       |                      | |
| 18 februari 2004                                                               | België | 0 - 2 | Frankrijk            | Opstelling België: |
| Vriendschappelijk Koning Boudewijnstadion, Brussel Scheidsrechter: Mark Halsey |        |       | 45+1' Govou 76' Saha | De Vlieger (46' Herpoel); Deflandre (85' De Cock), Kompany, Simons, Van Damme; M. Mpenza (69' É. Mpenza), Clement, Baseggio (85' Bisconti), Van der Heyden (54' Soetaers); Buffel (85' Chatelle), Sonck (88' Pieroni), Bondscoach: Aimé Anthuenis Debuut: Vincent Kompany (RSC Anderlecht), Roberto Bisconti (Standard Luik), Thomas Chatelle (KRC Genk), Luigi Pieroni (Excelsior Moeskroen) |

|                                                                            |                                    |       |        | |
| 31 maart 2004                                                              | Duitsland                          | 3 - 0 | België | Opstelling België: |
| Vriendschappelijk RheinEnergieStadion, Keulen Scheidsrechter: Jan Wegereef | Kurányi 45' Hamann 55' Ballack 81' |       |        | Herpoel (58' Lemmens); Deflandre 35' (70' De Cock), Kompany, Dheedene, Van Damme (65' Deschacht); M. Mpenza (58' Dufer), Clement, Baseggio (58' Bisconti), Blondel (46' Daems); Buffel, Pieroni Bondscoach: Aimé Anthuenis Debuut: Erwin Lemmens (RCD Espanyol), Filip Daems (Gençlerbirliği SK), Grégory Dufer (Sporting Charleroi) |

|                                                                                    |                     |       |                                      | |
| 28 april 2004                                                                      | België              | 2 - 3 | Turkije                              | Opstelling België: |
| Vriendschappelijk Koning Boudewijnstadion, Brussel Scheidsrechter: Dick van Egmond | Sonck 33' Dufer 85' |       | 43' Baştürk 68' Seyhan 90' Karadeniz | De Vlieger; Deflandre (89' Vanden Borre), Kompany, Simons, Deschacht (46' Van Damme); M. Mpenza, Clement (68' Bisconti), Vermant (69' Baseggio), Goor (87' Blondel); Sonck (68' Pieroni), Buffel (82' Dufer) Bondscoach: Aimé Anthuenis Debuut: Anthony Vanden Borre (RSC Anderlecht) |

|                                                                             |           |       |                 | |
| 29 mei 2004                                                                 | Nederland | 0 - 1 | België          | Opstelling België: |
| Vriendschappelijk Philips Stadion, Eindhoven Scheidsrechter: Claude Colombo |           |       | 78' (pen.) Goor | Peersman (46' Lemmens); Deflandre 73', Kompany, Simons, Dheedene; Bisconti, Clement, Vermant, Goor ; Buffel, M. Mpenza, Bondscoach: Aimé Anthuenis Debuut: Tristan Peersman (RSC Anderlecht) |

|                                                                          |                        |       |                 | |
| 18 augustus 2004                                                         | Noorwegen              | 2 - 2 | België          | Opstelling België: |
| Vriendschappelijk Ullevaalstadion, Oslo Scheidsrechter: Krzysztof Słupik | Johnsen 32' Riseth 59' |       | 25', 34' Buffel | Peersman; Deflandre, Kompany (66' Van Buyten), Simons, Dheedene (70' Deschacht); Bisconti 74', Clement, Vermant (62' Baseggio), Goor ; Buffel 55' (70' Pieroni), M. Mpenza (62' Sonck) Bondscoach: Aimé Anthuenis |

|                                                                                      |           |       |                | |
| 4 september 2004                                                                     | België    | 1 - 1 | Litouwen       | Opstelling België: |
| WK-kwalificatie Stade du Pays de Charleroi, Charleroi Scheidsrechter: Herbert Fandel | Sonck 61' |       | 72' Jankauskas | Peersman; Deflandre (46' Kompany), Simons, Van Buyten, Dheedene; M. Mpenza (22' Dufer), Clement, Vermant (73' Pieroni), Goor 69'; Buffel, Sonck Bondscoach: Aimé Anthuenis |

|                                                                                    |                    |       |        | |
| 9 oktober 2004                                                                     | Spanje             | 2 - 0 | België | Opstelling België: |
| WK-kwalificatie Estadio El Sardinero, Santander Scheidsrechter: Kim Milton Nielsen | Luque 58' Raúl 81' |       |        | Peersman; Deflandre 29', 29', Kompany 12', Van Buyten, Deschacht 15'; Bisconti (69' Doll), Clement, Buffel (79' Dufer), Goor 44', 63'; Sonck, M. Mpenza (74' Huysegems) Bondscoach: Aimé Anthuenis Debuut: Stein Huysegems (AZ) |

|                                                                                   |        |       |                      | |
| 17 november 2004                                                                  | België | 0 - 2 | Servië en Montenegro | Opstelling België: |
| WK-kwalificatie Koning Boudewijnstadion, Brussel Scheidsrechter: Peter Fröjdfeldt |        |       | 10' Vukić 60' Kežman | Proto; De Cock, Kompany, Simons , Deschacht 18' (28' Daerden); Bisconti (59' Pieroni), Clement, Baseggio, Van der Heyden 90+4'; Buffel, Sonck (66' Huysegems) Bondscoach: Aimé Anthuenis Debuut: Silvio Proto (RAA Louviéroise) |

### 2005
|                                                                                           |                                         |       |        | |
| 9 februari 2005                                                                           | Egypte                                  | 4 - 0 | België | Opstelling België: |
| Vriendschappelijk Cairo Militaire Academie Stadion, Caïro Scheidsrechter: Reda El Beltagy | Meteb 39', 50' Abdelmalek 52' Hosni 80' |       |        | Proto; De Cock (58' Doll), Clement, Simons , Van der Heyden; Kompany (58' Daerden 90'), Vanderhaeghe 27', Baseggio (58' Bisconti); M. Mpenza (64' Pieroni), Buffel (74' Soetaers), É. Mpenza Bondscoach: Aimé Anthuenis |

|                                                                                  |                                           |       |                       | |
| 26 maart 2005                                                                    | België                                    | 4 - 1 | Bosnië en Herzegovina | Opstelling België: |
| WK-kwalificatie Koning Boudewijnstadion, Brussel Scheidsrechter: Vladimír Hriňák | É. Mpenza 15', 54' Daerden 44' Buffel 76' |       | 1' Bolić              | Proto; Doll, Kompany, Van Buyten, Van der Heyden; Buffel 31' (90' Bisconti), Vanderhaeghe, Simons , Daerden; Pieroni (86' Vandenbergh), É. Mpenza (90' Clement) Bondscoach: Aimé Anthuenis Debuut: Kevin Vandenbergh (KRC Genk) |

|                                                                                  |            |       |                                  | |
| 30 maart 2005                                                                    | San Marino | 1 - 2 | België                           | Opstelling België: |
| WK-kwalificatie Olympisch Stadion, Serravalle Scheidsrechter: Giorgos Kasnaferis | Selva 41'  |       | 18' (pen.) Simons 63' Van Buyten | Proto; Doll (58' Vandenbergh), Kompany 73', Van Buyten, Van der Heyden 26'; Buffel (38' Chatelle), Vanderhaeghe, Simons , Daerden; Pieroni (84' Bisconti), É. Mpenza Bondscoach: Aimé Anthuenis |

|                                                                            |                      |       |        | |
| 4 juni 2005                                                                | Servië en Montenegro | 0 - 0 | België | Opstelling België: |
| WK-kwalificatie Rode Sterstadion, Belgrado Scheidsrechter: Valentin Ivanov |                      |       |        | Proto; Vanden Borre, Clement, Van Buyten, Deschacht; M. Mpenza 83' (83' Vandenbergh), Vanderhaeghe, Bisconti, Daerden (79' Léonard); Buffel (89' Pieroni), É. Mpenza Bondscoach: Aimé Anthuenis |

|                                                                                   |                             |       |             | |
| 17 augustus 2005                                                                  | België                      | 2 - 0 | Griekenland | Opstelling België: |
| Vriendschappelijk Koning Boudewijnstadion, Brussel Scheidsrechter: Espen Berntsen | É. Mpenza 19' M. Mpenza 24' |       |             | Proto; Vanden Borre (88' Doll), Kompany, Van Buyten, Deschacht; Simons , Vanderhaeghe (90+1' Clement), Van Damme (90' Léonard); É. Mpenza (79' Geraerts), Pieroni (73' Bisconti), M. Mpenza (76' Vandenbergh) Bondscoach: Aimé Anthuenis Debuut: Karel Geraerts (Standard Luik) |

|                                                                           |                       |       |        | |
| 3 september 2005                                                          | Bosnië en Herzegovina | 1 - 0 | België | Opstelling België: |
| WK-kwalificatie Bilino Polje, Zenica Scheidsrechter: Olegário Benquerença | Barbarez 62'          |       |        | Proto; Vanden Borre (78' Geraerts), Kompany 61', Van Buyten 90+2', Deschacht; Vanderhaeghe, Simons , Van Damme 65' (78' Daerden); Buffel (67' Vandenbergh), Pieroni, M. Mpenza Bondscoach: Aimé Anthuenis |

|                                                                         |                                                                                          |       |            | |
| 7 september 2005                                                        | België                                                                                   | 8 - 0 | San Marino | Opstelling België: |
| WK-kwalificatie Olympisch Stadion, Antwerpen Scheidsrechter: Ian Stokes | Simons 34' Daerden 39', 67' Buffel 44' M. Mpenza 52', 71' Vandenbergh 53' Van Buyten 83' |       |            | Proto; Vanden Borre (69' Hoefkens), Kompany (12' Daerden), Van Buyten, Deschacht 15'; Buffel, Vanderhaeghe, Simons 24' (69' Bisconti), Goor 31'; M. Mpenza, Vandenbergh Bondscoach: Aimé Anthuenis |

|                                                                               |        |       |                 | |
| 8 oktober 2005                                                                | België | 0 - 2 | Spanje          | Opstelling België: |
| WK-kwalificatie Koning Boudewijnstadion, Brussel Scheidsrechter: Ľuboš Micheľ |        |       | 56', 59' Torres | Proto; Vanden Borre 22' (61' Deflandre 72'), Hoefkens, Van Buyten, Deschacht 68'; Buffel (61' Walasiak), Simons 39', Vanderhaeghe, Goor ; M. Mpenza (76' Pieroni), É. Mpenza Bondscoach: Aimé Anthuenis |

|                                                                  |                      |       |              | |
| 12 oktober 2005                                                  | Litouwen             | 1 - 1 | België       | Opstelling België: |
| WK-kwalificatie Vėtrastadion, Vilnius Scheidsrechter: Mike Riley | Deschacht 38' (e.d.) |       | 20' Geraerts | Proto; Deflandre, Hoefkens (46' Vanden Borre), Simons, Deschacht 50'; Walasiak 15', Vanderhaeghe, Geraerts (46' Maertens 68', Goor ; M. Mpenza, É. Mpenza Bondscoach: Aimé Anthuenis Debuut: Birger Maertens (Club Brugge) |

### 2006
|                                                                                  |           |       |                             | |
| 1 maart 2006                                                                     | Luxemburg | 0 - 2 | België                      | Opstelling België: |
| Vriendschappelijk Stade Josy Barthel, Luxemburg Scheidsrechter: Thomas Einwaller |           |       | 43' Vandenbergh 62' Pieroni | Proto (46' De Vlieger); Clement, Vermaelen, Léonard; Swerts (46' Vanden Borre 56'), Simons , Goor, M. Mpenza (46' Huysegems), Van der Heyden (46' Mudingayi); Pieroni, Vandenbergh (46' Sonck) Bondscoach: René Vandereycken Debuut: Gill Swerts (SBV Vitesse), Thomas Vermaelen (AFC Ajax) |

De wedstrijd tegen Luxemburg werd na 65 minuten stilgelegd door hevige sneeuwbuien.
|                                                                                  |                 |       |                            | |
| 11 mei 2006                                                                      | Saoedi-Arabië   | 1 - 2 | België                     | Opstelling België: |
| Vriendschappelijk Wagner & Partners Stadion, Sittard Scheidsrechter: Ruud Bossen | Goor 35' (e.d.) |       | 3' Caluwé 55' Vanden Borre | Stijnen; Collen 37' (46' Hoefkens), Vermaelen (46' De Decker), Léonard; Vanden Borre, Simons , Geraerts (46' D'Haemers), Caluwé (46' Buffel), Goor 50'; Defour (86' Lombaerts), Vandenbergh (76' Huysegems) Bondscoach: René Vandereycken Debuut: Stijn Stijnen (Club Brugge), Pieter Collen (Feyenoord), Wim De Decker (Germinal Beerschot), Nathan D'Haemers (Zulte-Waregem), Steven Defour (KRC Genk), Nicolas Lombaerts (AA Gent), Tom Caluwé (FC Utrecht) |

|                                                                                     |             |       |              | |
| 20 mei 2006                                                                         | Slowakije   | 1 - 1 | België       | Opstelling België: |
| Vriendschappelijk Štadión Antona Malatinského, Trnava Scheidsrechter: Viktor Kassai | Hološko 65' |       | 77' Geraerts | Stijnen (62' Vandenbussche); Hoefkens, Léonard, Van Damme 71'; Vanden Borre (69' Geraerts), Swerts 30', Simons 73', Buffel (77' Goor), Van der Heyden; Pieroni (46' Dembélé), Sonck (83' Huysegems) Bondscoach: René Vandereycken Debuut: Brian Vandenbussche (sc Heerenveen), Mousa Dembélé (Willem II) |

|                                                                     |                                           |       |                             | |
| 24 mei 2006                                                         | België                                    | 3 - 3 | Turkije                     | Opstelling België: |
| Vriendschappelijk Fenixstadion, Genk Scheidsrechter: Fritz Stuchlik | Toraman 27' (e.d.) Sonck 43' Hoefkens 88' |       | 3' Ateş 26' Kabze 75' Şanlı | Stijnen (46' Schollen); Swerts (69' Vanden Borre), Hoefkens 21', Léonard, Van Damme 23' (86' Pieroni); Geraerts, Simons , Goor; Buffel 16' (46' Defour 77'), Huysegems (46' Dembélé); Sonck (46' Vandenbergh) Bondscoach: René Vandereycken Debuut: Davy Schollen (NAC Breda) |

|                                                                                        |        |       |            | |
| 16 augustus 2006                                                                       | België | 0 - 0 | Kazachstan | Opstelling België: |
| EK-kwalificatie Constant Vanden Stockstadion, Anderlecht Scheidsrechter: Mark Courtney |        |       |            | Stijnen; Hoefkens (74' Vanden Borre), Van Buyten, Vermaelen, Van Damme (60' Pieroni); Geraerts, Kompany (38' Huysegems), Simons , Goor; Buffel, Dembélé Bondscoach: René Vandereycken Debuut: Gill Swerts (SBV Vitesse), Thomas Vermaelen (AFC Ajax) |

|                                                                                          |         |       |                | |
| 6 september 2006                                                                         | Armenië | 0 - 1 | België         | Opstelling België: |
| EK-kwalificatie Vazgen Sargsyan Republicanstadion, Jerevan Scheidsrechter: Gerald Lehner |         |       | 41' Van Buyten | Stijnen; Collen (59' Vanden Borre 78'), Hoefkens, Van Buyten, Van Damme 67'; Englebert, Simons , Geraerts, Daerden 28' (66' De Decker); Pieroni 86', Dembélé (77' Defour) Bondscoach: René Vandereycken |

|                                                                             |           |       |        | |
| 7 oktober 2006                                                              | Servië    | 1 - 0 | België | Opstelling België: |
| EK-kwalificatie Rode Sterstadion, Belgrado Scheidsrechter: Domenico Messina | Žigić 54' |       |        | Stijnen; Hoefkens, Kompany, Van Buyten, Vermaelen; Mudingayi (75' Pieroni), Geraerts, Simons 86', Goor (84' Vandenbergh); É. Mpenza, Dembélé (62' M. Mpenza) Bondscoach: René Vandereycken |

|                                                                                        |                                               |       |              | |
| 11 oktober 2006                                                                        | België                                        | 3 - 0 | Azerbeidzjan | Opstelling België: |
| EK-kwalificatie Constant Vanden Stockstadion, Anderlecht Scheidsrechter: Romāns Lajuks | Simons 25' (pen.) Vandenbergh 47' Dembélé 82' |       |              | Stijnen; Hoefkens, Léonard, Van Buyten 14', Vermaelen; Vanden Borre (77' M. Mpenza), Geraerts, Simons , Goor 15'; É. Mpenza (71' Dembélé 86'), Vandenbergh (86' Pieroni) Bondscoach: René Vandereycken |

|                                                                                |        |       |              | |
| 15 november 2006                                                               | België | 0 - 1 | Polen        | Opstelling België: |
| EK-kwalificatie Koning Boudewijnstadion, Brussel Scheidsrechter: Stuart Dougal |        |       | 19' Matusiak | Stijnen; Hoefkens, Van Buyten 14', Léonard 57' (80' Mudingayi), Vermaelen 25'; Vanden Borre(46' Huysegems), Simons 88', Geraerts 12', Goor 88'; Vandenbergh (62' Pieroni), É. Mpenza Bondscoach: René Vandereycken |

### 2007
|                                                                                 |        |       |                     | |
| 7 februari 2007                                                                 | België | 0 - 2 | Tsjechië            | Opstelling België: |
| Vriendschappelijk Koning Boudewijnstadion, Brussel Scheidsrechter: Jacek Granat |        |       | 6' Koller 75' Kulič | Stijnen (67' Vandenbussche); Hoefkens (46' Vanden Borre 86'), Van Buyten , Vermaelen (35' Simons), Van der Heyden; M. Martens (73' Vandenbergh), Mudingayi (46' Van Damme), Defour, Fellaini, Daerden 74'; Pieroni (61' Dembélé) Bondscoach: René Vandereycken Debuut: Marouane Fellaini (Standard Luik), Maarten Martens (AZ) |

|                                                                               |                                                                |       |        | |
| 24 maart 2007                                                                 | Portugal                                                       | 4 - 0 | België | Opstelling België: |
| EK-kwalificatie Estádio José Alvalade, Lissabon Scheidsrechter: Kyros Vasaras | Nuno Gomes 52' Cristiano Ronaldo 54', 74' Ricardo Quaresma 67' |       |        | Stijnen; Hoefkens 15' (64' Sterchele), Van Buyten , Clement, Van der Heyden; De Man 38', Mudingayi, Fellaini 58', M. Martens (56' Chatelle); M. Mpenza (81' Van Damme 89'), Defour Bondscoach: René Vandereycken Debuut: François Sterchele (Germinal Beerschot), Mark De Man (RSC Anderlecht) |

|                                                                                 |              |       |                             | |
| 2 juni 2007                                                                     | België       | 1 - 2 | Portugal                    | Opstelling België: |
| EK-kwalificatie Koning Boudewijnstadion, Brussel Scheidsrechter: Martin Hansson | Fellaini 55' |       | 42' Nani 64' Hélder Postiga | Stijnen; Hoefkens (44' De Man), Clement, Simons , Vermaelen; Defour 63', Mudingayi (76' Geraerts), Fellaini, Vertonghen; É. Mpenza, Sterchele (61' De Mul) Bondscoach: René Vandereycken Debuut: Jan Vertonghen (RKC Waalwijk), Tom De Mul (AFC Ajax) |

|                                                                        |                              |       |        | |
| 6 juni 2007                                                            | Finland                      | 2 - 0 | België | Opstelling België: |
| EK-kwalificatie Olympisch Stadion, Helsinki Scheidsrechter: Mike Riley | Johansson 27' Jerjomenko 71' |       |        | Stijnen; De Man, Clement, Simons , Vermaelen (45+1' M. Martens); Fellaini, Vertonghen, De Mul (55' Haroun), Defour, Van Damme; É. Mpenza (86' Sterchele) Bondscoach: René Vandereycken Debuut: Faris Haroun (KRC Genk) |

|                                                                              |                              |       |                     | |
| 22 augustus 2007                                                             | België                       | 3 - 2 | Servië              | Opstelling België: |
| EK-kwalificatie Koning Boudewijnstadion, Brussel Scheidsrechter: Terje Hauge | Dembélé 9', 87' Mirallas 29' |       | 73', 90' Kuzmanović | Stijnen; Hoefkens, Kompany, Simons , Vermaelen; Defour (84' M. Mpenza), Geraerts, Mudingayi, Goor 32'; Mirallas (66' Van den Borre), Dembélé (88' Lombaerts) Bondscoach: René Vandereycken Debuut: Kevin Mirallas (Lille OSC) |

|                                                                                 |                              |       |                           | |
| 12 september 2007                                                               | Kazachstan                   | 2 - 2 | België                    | Opstelling België: |
| EK-kwalificatie Almatı Ortalıq Stadionı, Almaty Scheidsrechter: Alexandru Tudor | Bjakov 39' Smakov 77' (pen.) |       | 13' Geraerts 24' Mirallas | Stijnen; Hoefkens, Kompany, Simons , Vermaelen; Defour 51', Fellaini 75' (84' M. Mpenza), Geraerts (77' Haroun), Goor; Dembélé, Mirallas (63' Vertonghen) Bondscoach: René Vandereycken |

|                                                                                   |        |       |         | |
| 13 oktober 2007                                                                   | België | 0 - 0 | Finland | Opstelling België: |
| EK-kwalificatie Koning Boudewijnstadion, Brussel Scheidsrechter: Kostas Kapitanis |        |       |         | Stijnen; G. Gillet, Kompany, Van Buyten, Lombaerts; Haroun, Simons , Mudingayi (67' Goor), Grégoire (84' Sterchele); Mirallas (67' Sonck 73'), Dembélé Bondscoach: René Vandereycken Debuut: Guillaume Gillet (AA Gent), Christophe Grégoire (AA Gent) |

|                                                                                       |                                    |       |         | |
| 17 oktober 2007                                                                       | België                             | 3 - 0 | Armenië | Opstelling België: |
| EK-kwalificatie Koning Boudewijnstadion, Brussel Scheidsrechter: Jóhannes Valgeirsson | Sonck 63' Dembélé 69' Geraerts 76' |       |         | Stijnen; Swerts 2', Simons , Van Buyten (46' Kompany), Lombaerts (83' Vertonghen); Geraerts, Defour, Fellaini, Goor; Mirallas (46' Sonck), Dembélé Bondscoach: René Vandereycken |

|                                                                        |                   |       |        | |
| 17 november 2007                                                       | Polen             | 2 - 0 | België | Opstelling België: |
| EK-kwalificatie Śląskistadion, Chorzów Scheidsrechter: Claus Bo Larsen | Smolarek 45', 49' |       |        | Stijnen; G. Gillet, Kompany, Van Buyten , Vertonghen; Defour (61' Pieroni), Haroun (84' Geraerts), Fellaini, Goor; Dembélé, Mirallas (76' Huysegems) Bondscoach: René Vandereycken |

|                                                                           |              |       |             | |
| 21 november 2007                                                          | Azerbeidzjan | 0 - 1 | België      | Opstelling België: |
| EK-kwalificatie Tofikh Bakhramovstadion, Bakoe Scheidsrechter: Asaf Kenan |              |       | 52' Pieroni | Vandenbussche; G. Gillet, Van Buyten , Damme, Vertonghen; Swerts, Geraerts 35' (46' Defour), Fellaini, Grégoire (68' Goor); Dembélé, Pieroni 41' (81' Mirallas) Bondscoach: René Vandereycken |

### 2008
|                                                                                |            |       |                                                     | |
| 26 maart 2008                                                                  | België     | 1 - 4 | Marokko                                             | Opstelling België: |
| Vriendschappelijk Koning Boudewijnstadion, Brussel Scheidsrechter: Bas Nijhuis | Witsel 50' |       | 14' Alloudi 35' Sektioui 85' El Zhar 90' Benjelloun | Stijnen; G. Gillet (46' Witsel), Van Buyten (46' Swerts), Vermaelen, Vertonghen; Mudingayi, Kompany (85' Geraerts), Simons 48'; De Smet (46' Fellaini), Dembélé (80' Pieroni); Mirallas (63' Sonck) Bondscoach: René Vandereycken Debuut: Axel Witsel (Standard Luik), Stijn De Smet (Cercle Brugge) |

|                                                                                    |                                  |       |             | |
| 30 mei 2008                                                                        | Italië                           | 3 - 1 | België      | Opstelling België: |
| Vriendschappelijk Stadio Artemio Franchi, Florence Scheidsrechter: Martin Atkinson | Di Natale 9', 41' Camoranesi 49' |       | 90+2' Sonck | Stijnen; Hoefkens (46' Swerts 72'), Kompany, Vertonghen, Pocognoli; Witsel (70' G. Gillet), Simons , Fellaini, Mudingayi (85' Huysegems); Defour (57' Mirallas), Dembélé (57' Sonck) Bondscoach: René Vandereycken Debuut: Sébastien Pocognoli (AZ) |

|                                                                                   |                                     |       |        | |
| 20 augustus 2008                                                                  | Duitsland                           | 2 - 0 | België | Opstelling België: |
| Vriendschappelijk EasyCredit-Stadion, Neurenberg Scheidsrechter: Thomas Vejlgaard | Schweinsteiger 59' (pen.) Marin 77' |       |        | Stijnen; Swerts (87' Hoefkens), Simons , Van Buyten, Daems; Witsel (67' G. Gillet), Mudingayi (87' De Man), Defour (61' Buffel), Goor; Sonck, De Sutter (46' Van Damme 64') Bondscoach: René Vandereycken Debuut: Tom De Sutter (Cercle Brugge) |

|                                                          |                           |       |                       | |
| 6 september 2008                                         | België                    | 3 - 2 | Estland               | Opstelling België: |
| WK-kwalificatie Sclessin, Luik Scheidsrechter: Mike Dean | Sonck 39', 80' Defour 75' |       | 57' Zenjov 90+2' Oper | Stijnen; Kompany, Simons , Van Buyten, Vermaelen (70' Jelle Van Damme); Defour, Fellaini, Vertonghen, Witsel; Sonck (90' Huysegems), Mirallas (76' De Sutter) Bondscoach: René Vandereycken |

|                                                                                   |                      |       |           | |
| 10 september 2008                                                                 | Turkije              | 1 - 1 | België    | Opstelling België: |
| WK-kwalificatie Şükrü Saracoğlustadion, Istanboel Scheidsrechter: Stéphane Lannoy | Belözoğlu 74' (pen.) |       | 32' Sonck | Stijnen; Swerts 20', Kompany, Simons , Vermaelen 71'; Defour (46' Mudingayi), Vertonghen, Fellaini, Witsel (76' Daems); Dembélé, Sonck (85' De Sutter) Bondscoach: René Vandereycken |

|                                                                                  |                        |       |         | |
| 11 oktober 2008                                                                  | België                 | 2 - 0 | Armenië | Opstelling België: |
| WK-kwalificatie Koning Boudewijnstadion, Brussel Scheidsrechter: Peter Rasmussen | Sonck 21' Fellaini 37' |       |         | Stijnen; G. Gillet, Kompany, Simons , Van Damme; Defour (72' Huysegems), Fellaini, Vertonghen, Witsel; Dembélé, Sonck (87' De Sutter) Bondscoach: René Vandereycken |

|                                                                                     |          |       |                       | |
| 15 oktober 2008                                                                     | België   | 1 - 2 | Spanje                | Opstelling België: |
| WK-kwalificatie Koning Boudewijnstadion, Brussel Scheidsrechter: Tom Henning Øvrebø | Sonck 7' |       | 31' Iniesta 89' Villa | Stijnen; Vanden Borre (87' G. Gillet), Simons , Van Buyten (46' Daems), Kompany, Vermaelen; Witsel, Vertonghen, Fellaini;Defour (73' Van Damme), Sonck Bondscoach: René Vandereycken |

|                                                                            |            |       |              | |
| 19 november 2008                                                           | Luxemburg  | 1 - 1 | België       | Opstelling België: |
| Vriendschappelijk Stade Josy Barthel, Luxemburg Scheidsrechter: Mike Riley | Mutsch 46' |       | 22' Mirallas | Proto; Vanden Borre, Simons , Van Buyten, Vermaelen (46' Daems); G. Gillet (84' Overmeire), Vertonghen (46' Van Damme), M. Martens; Huysegems, Sonck (67' Hazard), Mirallas (75' De Sutter) Bondscoach: René Vandereycken Debuut: Killian Overmeire (KSC Lokeren), Jeroen Simaeys (Club Brugge), Eden Hazard (Lille OSC) |

### 2009
|                                                                    |                     |       |          | |
| 11 februari 2009                                                   | België              | 2 - 0 | Slovenië | Opstelling België: |
| Vriendschappelijk Cristal Arena, Genk Scheidsrechter: Sascha Kever | Van Buyten 20', 85' |       |          | Stijnen; Vanden Borre, Simons , Van Buyten, Vermaelen (45' Swerts); Vertonghen (87' Simaeys), Witsel, Defour (59' Hazard), Dembélé (82' De Sutter); Mirallas (46' M. Martens), De Camargo Bondscoach: René Vandereycken Debuut: Igor de Camargo (Standard Luik) |

|                                                                    |                              |       |                                                 | |
| 28 maart 2009                                                      | België                       | 2 - 4 | Bosnië en Herzegovina                           | Opstelling België: |
| WK-kwalificatie Cristal Arena, Genk Scheidsrechter: Nikolai Ivanov | Dembélé 64' Sonck 89' (pen.) |       | 7' Džeko 75' Jahić 81' Bajramović 85' Misimović | Stijnen; Swerts, Simons , Vermaelen, Daems (80' De Sutter); Fellaini 35', Defour (58' Pocognoli), Mudingayi; De Camargo (44' Hazard), Dembélé 77'; Sonck Bondscoach: René Vandereycken |

|                                                                      |                       |       |            | |
| 1 april 2009                                                         | Bosnië en Herzegovina | 2 - 1 | België     | Opstelling België: |
| WK-kwalificatie Bilino Polje, Zenica Scheidsrechter: Vladimír Hriňák | Džeko 12', 15'        |       | 89' Swerts | Stijnen; Swerts, Kompany, Simons , Vermaelen; Mirallas (73' Hazard), Mudingayi (58' De Sutter), Fellaini, Witsel 61'; Dembélé, Sonck (90' G. Gillet) Bondscoach: René Vandereycken |

|                                                                       |           |       |               | |
| 29 mei 2009                                                           | Chili     | 1 - 1 | België        | Opstelling België: |
| Kirin Cup 2009 Fukuda Denshi Arena, Chiba Scheidsrechter: Minoru Tōjō | Medel 23' |       | 16' Roelandts | Stijnen; Swerts, Alderweireld, Vermaelen, Daems 46' (46' De Laet); Mujangi Bia 89' (90+1' Vossen), Faris Haroun, Simons , Pocognoli 74' (74' Nainggolan); M. Martens 82' (82' Huysegems), Roelandts Bondscoach: Frank Vercauteren Debuut: Toby Alderweireld (AFC Ajax), Ritchie De Laet (Manchester United), Radja Nainggolan (Piacenza Calcio), Kevin Roelandts (Zulte-Waregem), Geoffrey Mujangi Bia (Sporting Charleroi), Jelle Vossen (KRC Genk) |

|                                                                    |                                                |       |        | |
| 31 mei 2009                                                        | Japan                                          | 4 - 0 | België | Opstelling België: |
| Kirin Cup 2009 Olympisch Stadion, Tokio Scheidsrechter: Rob Styles | Nagatomo 21' Nakumura 23' Okazaki 60' Yano 77' |       |        | Stijnen; Swerts (68' Vossen), Alderweireld 73', Vermaelen, De Laet; Mujangi Bia (61' Huysegems), Haroun, Simons , Pocognoli; M. Martens, Roelandts (81' Dembélé) Bondscoach: Frank Vercauteren |

|                                                                               |                                          |       |                | |
| 12 augustus 2009                                                              | Tsjechië                                 | 3 - 1 | België         | Opstelling België: |
| Vriendschappelijk Stadion Na Stínadlech, Teplice Scheidsrechter: Sascha Kever | Hubnik 27' Baros 42' (pen.) Rozehnal 78' |       | 11' Vertonghen | Stijnen; Vanden Borre, Van Buyten , Vermaelen (46' Simons), Van Damme (80' Deschacht); Fellaini (46' Sonck), Vertonghen 42' (87' Alderweireld); Hazard (68' Mirallas), Defour, Dembélé (46' É. Mpenza); De Sutter Bondscoach: Frank Vercauteren |

|                                                                                      |                                         |       |        | |
| 5 september 2009                                                                     | Spanje                                  | 5 - 0 | België | Opstelling België: |
| WK-kwalificatie Estadio Municipal de Riazor, A Coruña Scheidsrechter: Bertrand Layec | Silva 40', 67' Villa 49', 84' Piqué 50' |       |        | J.F. Gillet; Vanden Borre, Van Buyten, Vermaelen 9', Vertonghen (29' Deschacht); Defour, Simons ; Dembélé, Fellaini 42', Hazard (58' Mirallas); Sonck (70' De Camargo) Bondscoach: Frank Vercauteren Debuut: Jean-François Gillet (AS Bari) |

|                                                                                               |                            |       |                | |
| 9 september 2009                                                                              | Armenië                    | 2 - 1 | België         | Opstelling België: |
| WK-kwalificatie Vazgen Sargsyan Republicanstadion, Jerevan Scheidsrechter: Aleksandar Stavrev | Goharjan 23' Hovsepjan 52' |       | 90' Van Buyten | J.F. Gillet; Swerts, Simons , Van Buyten, Deschacht; Defour; Mirallas, De Camargo, Sonck 54' (80' Lamah), M. Martens (53' De Sutter); Dembélé (71' Hazard) Bondscoach: Frank Vercauteren Debuut: Roland Lamah (Le Mans FC) |

|                                                                                   |                   |       |         | |
| 10 oktober 2009                                                                   | België            | 2 - 0 | Turkije | Opstelling België: |
| WK-kwalificatie Koning Boudewijnstadion, Brussel Scheidsrechter: Matteo Trefoloni | É. Mpenza 7', 84' |       |         | Bailly; Swerts, Van Buyten 25', Vermaelen , Lombaerts 56'; Fellaini, Vertonghen, Dembélé; Lamah (78' Mudingayi), É. Mpenza 84' (89' De Sutter), Mirallas (74' Hazard) Bondscoach: Dick Advocaat Debuut: Logan Bailly (Borussia Mönchengladbach) |

|                                                                             |                           |       |        | |
| 14 oktober 2009                                                             | Estland                   | 2 - 0 | België | Opstelling België: |
| WK-kwalificatie A. Le Coq Arena, Tallinn Scheidsrechter: Nicolai Vollquartz | Piiroja 30' Vassiljev 67' |       |        | Bailly 52'; Swerts (76' De Sutter), Van Buyten (46' Alderweireld), Lombaerts, Vermaelen ; Mudingayi (46' Buffel), Vertonghen, Dembélé; Mirallas, Lamah, É. Mpenza Bondscoach: Dick Advocaat |

|                                                                             |                                                |       |           | |
| 14 november 2009                                                            | België                                         | 3 - 0 | Hongarije | Opstelling België: |
| Vriendschappelijk Jules Ottenstadion, Gent Scheidsrechter: Hervé Piccirillo | Fellaini 38' Vermaelen 56' Mirallas 61' (pen.) |       |           | J.F. Gillet; De Roover 72', Van Buyten, Vermaelen , Lombaerts; Geraerts (46' Kompany), Vertonghen; Mirallas (75' Sonck), Fellaini (87' Buffel), Hazard; De Sutter (75' Lamah) Bondscoach: Dick Advocaat Debuut: Sepp De Roover (FC Groningen) |

|                                                                             |       |       |                      | |
| 17 november 2009                                                            | Qatar | 0 - 2 | België               | Opstelling België: |
| Vriendschappelijk Stade Louis Dugauguez, Sedan Scheidsrechter: Ruddy Buquet |       |       | 20' Witsel 54' Sonck | J.F. Gillet; De Roover, Van Buyten, Vermaelen , Deschacht; Witsel (62' Carcela), Vertonghen; Mirallas (78' Geraerts),Fellaini 38', Hazard (70' Lamah); Sonck (78' De Sutter) Bondscoach: Dick Advocaat Debuut: Mehdi Carcela (Standard Luik) |

KBVB · A-internationals · Selecties · Statistieken · Bondscoaches · Belgisch vrouwenelftal · Olympisch elftal · België U21 · België U20 · België U19 · België U18 · België U17 · België U16 · Vrouwen U19 · Vrouwen U17
Albanië ·
Algerije ·
Andorra ·
Argentinië ·
Armenië ·
Australië ·
Azerbeidzjan ·
Bosnië en Herzegovina · 
Brazilië ·
Bulgarije ·
Burkina Faso ·
Canada ·
Chili ·
Colombia ·
Costa Rica ·
Cyprus ·
DDR ·
Denemarken ·
Duitsland ·
Egypte ·
El Salvador ·
Engeland ·
Estland ·
Faeröer ·
Finland ·
Frankrijk ·
Gabon ·
Gibraltar ·
Griekenland ·
Hongarije ·
Ierland ·
IJsland ·
Irak ·
Israël ·
Italië ·
Ivoorkust ·
Japan ·
Joegoslavië ·
Kazachstan ·
Kroatië · 
Letland ·
Litouwen ·
Luxemburg ·
Malta ·
Marokko ·
Mexico ·
Montenegro · 
Nederland ·
Noord-Ierland ·
Noord-Macedonië ·
Noorwegen ·
Oekraïne ·
Oostenrijk ·
Panama · 
Paraguay ·
Peru ·
Polen ·
Portugal ·
Qatar ·
Roemenië ·
Rusland ·
San Marino ·
Saoedi-Arabië ·
Schotland ·
Servië ·
Servië en Montenegro ·
Slovenië ·
Slowakije ·
Sovjet-Unie ·
Spanje ·
Tsjechië ·
Tsjecho-Slowakije ·
Tunesië · 
Turkije · 
Uruguay · 
Verenigde Staten · 
Wales · 
Wit-Rusland ·
Zambia · 
Zuid-Korea · 
Zweden · 
Zwitserland
Algerije (2014) ·
Argentinië (2014) · 
Brazilië (2018) · 
Canada (2022) · 
Denemarken (2021) · 
Engeland (2018, 1) · 
Engeland (2018, 2) · 
Finland (2021) · 
Frankrijk (1904) ·
Frankrijk (2018) · 
Ierland (2016) · 
Italië (2016) · 
Italië (2021) · 
Japan (2018) · 
Kroatië (2022) · 
Marokko (2022) · 
Nederland (1985) · 
Panama (2018) ·
Polen (1982) · 
Portugal (2021) · 
Rusland (2014) · 
Rusland (2021) · 
Sovjet-Unie (1982) · 
Tunesië (2018) · 
Verenigde Staten (2014) ·
West-Duitsland (1980) · 
Zuid-Korea (2014)
AFC-zone: Afghanistan · Australië · Bahrein · Bangladesh · Bhutan · Brunei · Cambodja · China · Filipijnen · Guam · Hongkong · India · Indonesië · Iran · Irak · Japan · Jemen · Jordanië · Koeweit · Kirgizië · Laos · Libanon · Macau · Maleisië · Maldiven · Mongolië · Myanmar · Nepal · Noord-Korea · Oezbekistan · Oman · Oost-Timor · Pakistan · Palestina · Qatar · Saoedi-Arabië · Singapore · Sri Lanka · Syrië · Tadzjikistan · Taiwan · Thailand · Turkmenistan · Verenigde Arabische Emiraten · Vietnam · Zuid-Korea

CAF-zone: Algerije · Angola · Benin · Botswana · Burkina Faso · Burundi · Centraal-Afrikaanse Republiek · Comoren · Congo-Brazzaville · Congo-Kinshasa · Djibouti · Egypte · Equatoriaal-Guinea · Eritrea · Ethiopië · Gabon · Gambia · Ghana · Guinee · Guinee-Bissau · Ivoorkust · Kaapverdië · Kameroen · Kenia · Lesotho · Liberia · Libië · Madagaskar · Malawi · Mali  ·Mauritanië · Mauritius · Marokko · Mozambique · Namibië · Niger · Nigeria · Oeganda · Rwanda · Sao Tomé en Principe · Senegal · Seychellen · Sierra Leone · Soedan · Somalië · Swaziland · Tanzania · Togo · Tsjaad · Tunesië · Zambia · Zimbabwe · Zuid-Afrika

CONCACAF-zone: Amerikaanse Maagdeneilanden · Anguilla · Antigua en Barbuda · Aruba · Bahama's · Barbados · Belize · Bermuda · Britse Maagdeneilanden · Canada · Kaaimaneilanden · Costa Rica · Cuba · Dominica · Dominicaanse Republiek · El Salvador · Frans Guyana · Grenada · Guadeloupe · Guatemala · Guyana · Haïti · Honduras · Jamaica · Martinique · Mexico · Montserrat · 
Nicaragua · Panama · Puerto Rico · Saint Kitts en Nevis · Saint Lucia · Saint Vincent en de Grenadines · Sint Maarten · Suriname · Trinidad en Tobago · Turks- en Caicoseilanden · Verenigde Staten

CONMEBOL-zone: Argentinië · Bolivia · Brazilië · Chili · Colombia · Ecuador · Paraguay · Peru · Uruguay · Venezuela

OFC-zone: Amerikaans-Samoa · Cookeilanden · Fiji · Nieuw-Caledonië · Nieuw-Zeeland · Papoea-Nieuw-Guinea · Samoa · Salomoneilanden · Tahiti · Tonga · Vanuatu

UEFA-zone: Albanië · Andorra · Armenië · Azerbeidzjan · België · Bosnië en Herzegovina · Bulgarije · Cyprus · Denemarken · Duitsland · Engeland · Estland · Faeröer · Finland · Frankrijk · Georgië · Griekenland · Hongarije · IJsland · Ierland · Israël · Italië · Kazachstan · Kroatië · Letland · Liechtenstein · Litouwen · Luxemburg · Macedonië · Malta · Moldavië · Montenegro · Nederland · Noord-Ierland · Noorwegen · Oekraïne · Oostenrijk · Polen · Portugal · Roemenië · Rusland · San Marino · Schotland · Servië · Servië en Montenegro · Slovenië · Slowakije · Spanje · Tsjechië · Turkije · Wales · Wit-Rusland · Zweden · Zwitserland